# بخش اسونگا
بخش اسونگا (به سوئدی: Essunga kommun) یک ناحیه شهری در سوئد است که در شهرستان وسترا گوتلاند واقع شده‌است.